# 蒼い海のトリスティア
『蒼い海のトリスティア〜発明工房奮闘記〜』（あおいうみのトリスティア〜はつめいこうぼうふんとうき〜）は、工画堂スタジオが発売した一般向けPCゲーム。同社の開発部署から分社化した有限会社くまさんちーむの分社後第1作であると同時に「Deep-Blueシリーズ」第1作。発売は2002年の7月20日（海の日）。
荒廃した都市を再生するために発明を行いつつ都市計画を立てるシミュレーションゲームの側面もあるが、駒都えーじの描くキャラクタービジュアルを売りにするギャルゲーでもある。
また、同名のOVAも発売されている。2005年3月25日にはメインキャラをそのままに舞台を移した続編『蒼い空のネオスフィア』が発売された他、『蒼い海のトリスティア』自体も2005年8月11日に日本一ソフトウェアからPlayStation 2に移植された（CERO：15歳以上対象）。
2012年8月9日には本作の発売10周年に合わせ、サイバーフロントからPlayStation Portableに移植された。
ただし、サイバーフロントが倒産しているため、ダウンロード版の購入および再ダウンロードは不可能となっている。このため、PlayStation Vitaでのプレイは倒産前にダウンロード済みの人をのぞきプレイ不可となっている。
中国や香港・台湾でも『發明工坊』のタイトルで発売されている。
2023年1月11日にリマスター版の『トリスティア：レガシー』と、3Dモデルを使用しシステムから一新した『トリスティア：リストア』をSteamとNintendo Switchで発売した。

## ストーリー
かつて海上の一大交易拠点として繁栄を誇り「海の宝石」と讃えられていた海上移動都市トリスティアは、11年前に発生したドラゴンの襲撃を転機にさびれる一方であった。街の人々はかつての繁栄を取り戻すべく、伝説の古代文明であるパシアテ文明の技術「Eテクノロジー」を復活させた稀代の天才発明家（工房士）であるプロスペロ・フランカに街の再建を依頼するが、トリスティアへ派遣されたのはプロスペロの孫娘であるナノカ・フランカであった。

## スタッフ
- キャラクターデザイン - 駒都えーじ
- シナリオ - 竹内なおゆき
- プログラム - さくら
- 音楽 - 馬場信繁
- ディレクト - 松浦幸冶

## 主題歌
「UP TO ME!!」
作詞・作曲 - 藤村みわ子 / 編曲 - 山本ヒロアキ / 歌 - 野川さくら

## キャラクター
詳細はDeep-Blueシリーズの登場人物を参照。
声優はメディアによって違う場合は「ゲーム版 / OVA版」の順に表記。
- ナノカ・フランカ - 川澄綾子
- スツーカ - 小杉十郎太
- ネネ・ハンプデン - 野川さくら
- フォーリィ・キャラット - 大野まりな
- ラファルー - 友永朱音
- レイグレット・クタニエ - 幡宮かのこ
- テンザン - 不明（とスタッフロールに記載） / 桐井大介
- パナビア・トーネイド -  ゲームには登場せず / 千葉紗子
- アーサー・グリフェン - ？（声はあるがスタッフロールに記載なし） / 中村秀利
- ズリアーニ市長 - 植木亨 / 樫井笙人
- ヴァル・ホイットリ -  なし / 新垣樽助
- ルーシー - あかがわまき / -

## 設定・用語
詳細はDeep-Blueシリーズを参照。

## OVA
クロックワークスより発売。全2巻。米国やロシア・ポーランド・香港・台湾でも発売されている。
1. 2004年4月23日発売 KWBA-32L
2. 2004年7月23日発売 KWBA-35L

### スタッフ (OVA)
- 原作 - 工画堂スタジオ・くまさんちーむ
- 監督・絵コンテ・演出 - まついひとゆき
- 脚本 - 佐藤和治、竹内直幸（第2巻のみ）
- キャラクター原案・キャラクターデザイン監修 - 駒都えーじ
- キャラクターデザイン・作画監督 - 小笠原篤
- メカデザイン - 下司晃生、高橋聰
- メカ作画監督 - 下司晃生（第2巻のみ）、高橋聰
- 美術監督 - 佐藤豪志
- 美術設定 - 生形奈緒美
- 色彩設計 - 千葉絵美
- 撮影監督 - 葛山剛士
- CGディレクター - 永田武士
- 編集 - 今井剛
- 音楽 - 都留教博、中村由利子
- 音響監督 - 明田川仁
- プロデューサー - 武智恒雄、太田陽子、松浦幸治
- 制作プロデューサー - 近藤光
- アニメーション制作 - ufotable zippers
- 製作 - クロックワークス

### 主題歌・挿入歌
オープニングテーマ「Do your dream」
作詞 - さいとういんこ / 作曲 - 伊藤信雄 / 編曲 - 神津裕之 / 歌 - 野川さくら
エンディングテーマ「A Happy Life」
作詞・作曲・歌 - タケカワユキヒデ / 編曲 - タケカワユキヒデ・That's on Noise
挿入歌「カ・タ・コ・ト」
作詞 - 相田毅 / 作曲 - 伊藤信雄 / 編曲 - 神津裕之 / 歌 - 川澄綾子

## ファンディスク
『トリスティア どき!どき! おぺれーしょん』は、2003年7月18日発売のファンディスク。対応機種はWindows 98 / XP、壁紙・スクリーンセーバー・ゲーム中に使用した音声集の他、タイピングゲーム「トリスティア どき!どき! おぺれーしょん」を収録。
タイピングは、入力後の変換も必要なシステムで、ストーリー上で戦う相手によって、漢字が多いものや全文カタカナなどの特色がある。

### あらすじ
トリスティアで発生した怪現象の原因を突き止めるべくフルクラム帝国より派遣されたエージェント2名、BBとGG（グレイゴースト）。BBは洗脳をまぬがれていたラファルーと合流し、トリスティア住民の洗脳を解く為に闘う。

### 登場人物（ファンディスク）
Deep-Blueシリーズの登場人物を参照。
ナノカ達は洗脳されているため、ダーク・ナノカやダーク・テンザンなど、名前にダークが付いている。

## ラジオ
ラジオトリスティア
「五番街で逢いましょう Dream follow」（ラジオ関西）内で、2004年4月9日から9月3日に渡って全16回オンエアされた。OVAに特典CDとして添付されたほか、OVA公式サイトで短縮編集してストリーミング配信されている。ドラマCDなどにも「ラジオトリスティア」と題して、このラジオのような形式が取られたトラックがある。

## 関連作品

### ドラマCD
オーマガトキ・CANDYPOPレーベル発売
蒼い海のトリスティア ドラマCD
2002年8月21日（OMCP-12）
有線ブロードネットワークス『a-FANFAN3』で放送したラジオドラマ（全4話、完全収録）とゲーム主題歌「UP TO ME!!」（歌：野川さくら）のフルバージョンを収録。
出演
- ナノカ・フランカ：川澄綾子
- スツーカ：小杉十郎太
- ネネ・ハンプテン：野川さくら
- フォーリィ・キャラット：大野まりな
- レイグレット・クタニエ：幡宮かのこ
- ラファルー：友永朱音

蒼い海のトリスティア ふたたび！ ドラマCD disc.1
2003年5月21日（OMCP-25）
ラジオドラマ『蒼い海のトリスティア ふたたび! on the Radio』前編のCD化。オンエアではカットされた部分も収録の完全版。
出演：川澄綾子、小杉十郎太、野川さくら、大野まりな
蒼い海のトリスティア ふたたび！ ドラマCD disc.2
2003年6月18日（OMCP-26）
ラジオドラマ『蒼い海のトリスティア ふたたび! on the Radio』後編のCD化。
出演：川澄綾子 、小杉十郎太、野川さくら、大野まりな、幡宮かのこ、友永朱音

### サウンドトラック
- 蒼い海のトリスティア サウンドトラック （発売：クロックワークス）
- OVA 蒼い海のトリスティア オリジナルサウンドトラック

### 書籍

#### 設定資料集・攻略本
蒼い海のトリスティア イラスト&設定資料集（エニックス）
2003年3月31日初版 ISBN 4-7575-0926-X
蒼い海のトリスティア イラスト&設定資料集パートII（スクウェア・エニックス）
2004年9月17日初版 ISBN 4-7575-1265-1
蒼い海のトリスティア どきどきガイドブック（KKベストセラーズ刊）
ナノカ塗装済みフィギュア付き。2005年4月初版 ISBN 4-584-21005-5

#### 連載記事
エンサイクロペディア・トリスティア
『メガミマガジン』連載。テキスト：竹内なおゆき / イラスト：駒都えーじ。

#### ノベライズ作品
2種類のノベライズ作品が発売されている。どちらもゲーム本編をベースにした内容だが、エニックス・GAME NOVELSはPC版、電撃文庫はPS2版がベースになっていて、桜ノ杜ぶんこはオリジナルストーリー。
蒼い海のトリスティア 発明工房星降り日記（エニックス・GAME NOVELS）
霧海正悟・著 / 駒都えーじ・画 2002年11月15日初版 ISBN 4-7575-0814-X
蒼い海のトリスティア 君が描く宝石の日々（電撃ゲーム文庫）
秋タカシ・著 / 結城川背（ユーフォーテーブル）・画 2005年11月初版 ISBN 4-8402-3230-X
蒼い海のトリスティア -本当の宝物-（一二三書房・桜ノ杜ぶんこ）
加納京太・著 /  駒都えーじ・カバーイラスト、ジェット世渡り・本文イラスト / 2014年5月5日初版 ISBN 4-8919-9246-8

#### コミック
蒼い海のトリスティア ナノカの発明工房日記
結城さくや・画 2004年11月初版 ISBN 4-8402-2864-7
『月刊コミック電撃大王』（メディアワークス）連載。ストーリーはオリジナルで、OVAの設定も一部採り入れている。
アンソロジー
蒼い海のトリスティア アンソロジーコミックス（イーグルパブリシング）
2004年3月初版 ISBN 4-901191-97-7

### ゲーム
メガミエンゲイジ
ONE-UPが運営する戦略シミュレーションカードバトル。さまざまな作品のキャラクターたちを駆使して自分の領土を拡大しながら、対戦で他プレイヤーの領土を獲得していく。